# War of the Colossal Beast
War of the Colossal Beast is een Amerikaanse B-film uit 1958, geregisseerd en geproduceerd door Bert I. Gordon. De film werd gedistribueerd door American International Pictures. Het is een vervolg op de film The Amazing Colossal Man.

## Verhaal
In Mexico verdwijnen een groot aantal vrachtwagens met voedsel spoorloos. Hierdoor begint Joyce Manning, de zus van kolonel Glenn Manning, te vermoeden dat haar broer (die in de vorige film door radioactieve straling in een reus veranderde en uiteindelijk van de Hoover Dam werd geschoten) nog in leven is. Samen met majoor Baird en Dr. Carmichael gaat ze naar Mexico. Hier ontmoet ze een vrachtwagenchauffeur wiens truck recentelijk is verdwenen. De man verkeerd in shock.
Uiteindelijk blijkt Joyce’ vermoeden te kloppen: Glenn bevindt zich in een nabijgelegen berggebied en steelt de vrachtwagens voor voedsel. Door zijn val van de Hoover Dam is hij zwaar verminkt geraakt (een deel van zijn gezicht is weg). Tevens is hij nu volledig doorgedraaid en zelfs niet langer in staat te praten.
Bang dat het Mexicaanse leger hem zal doden als ze hem vinden, beraamt Joyce met majoor Baird en Dr. Carmichael een plan om Glenn levend te vangen. Ze verdoven hem met een grote lading brood waar een slaapmiddel in zit, waarna hij met een vliegtuig naar een legerbasis bij Los Angeles wordt gevlogen. Daar proberen ze zonder succes Glenn te laten herinneren wie hij is.
Glenn ontsnapt uiteindelijk en begeeft zich naar Los Angeles. Het leger drijft hem in het nauw in Griffith Park, maar kan niets doen daar Glenn een schoolbus gijzelt. Uiteindelijk kan Joyce doordringen tot Glenn zodat hij de bus laat gaan. Glenn elektrocuteert zichzelf vervolgens via een paar hoogspanningsdraden. In deze laatste minuut verschiet de film van zwart-wit naar kleur.

## Rolverdeling
| Acteur           | Personage              |
| ---------------- | ---------------------- |
| Dean Parkin      | Lt. Col. Glenn Manning |
| Sally Fraser     | Joyce Manning          |
| Roger Pace       | Major Mark Baird       |
| Russ Bender      | Dr. Carmichael         |
| Rico Alaniz      | Sgt. Luis Murillo      |
| Charles Stewart  | Captain Harris         |
| George Becwar    | John Swanson           |
| Roy Gordon       | Mayor                  |
| Robert Hernandez | Miguel                 |
| George Milan     | General Nelson         |
| Jack Kosslyn     | Newscaster             |
| Stan Chambers    | TV Announcer           |

## Achtergrond
Net als zijn voorganger werd deze film bespot in de televisieserie Mystery Science Theater 3000. Aan het begin van de aflevering kondigde Dr. Clayton Forrester de film aan als het “ongewenste, ongevraagde en onnodige vervolg op The Amazing Colossal Man”. In de rest van de aflevering was vooral de manier waarop Glenn wordt verdoofd met brood een vast mikpunt voor de grappen.